# Juan Nelson
Juan Nelson (Cincinnati, 24 agosto 1958 – 9 giugno 2021) è stato un bassista statunitense.

## Biografia
È diventato famoso da quando è entrato a far parte della band The Innocent Criminals con la quale ha accompagnato Ben Harper a partire dal tour relativo all'album Welcome to the Cruel World. Il suo primo concerto con Harper è datato 30 aprile 1994 e dal quel momento è iniziata tra i due una collaborazione che si è interrotta solo con la morte di Nelson avvenuta il 9 giugno 2021.

## Discografia
- 1995 – Fight for Your Mind
- 1997 – The Will to Live
- 1999 – Burn to Shine
- 2003 – Diamonds on the Inside
- 2004 – There Will Be a Light
- 2006 – Both Sides of the Gun
- 2007 – Lifeline